# Constance Dowling
Constance Dowling (21 de julio de 1920-28 de octubre de 1969) fue una actriz estadounidense de las décadas de 1940 y 1950.

## Biografía

### Primeros años y carrera
Nacida en Nueva York, Dowling fue modelo y corista antes de trasladarse a California en 1943. Era la hermana mayor de la actriz Doris Dowling. Constance empezó su carrera en el cine actuando en Up in Arms (Rumbo a Oriente) (1944) para el productor Samuel Goldwyn. Tras dicha película, actuó en otros varios títulos, tales como el film de cine negro Black Angel (1946), pero su carrera cinematográfica no tuvo un gran alcance. 
Dowling vivió en Italia desde 1947 hasta 1950 y actuó en algunas producciones italianas. Volvió a Hollywood en la década de 1950 e interpretó un papel en el largometraje de ciencia ficción Gog, su último trabajo para el cine.  

### Vida personal
Dowling tuvo una aventura sentimental en Nueva York con el director cinematográfico Elia Kazan, el cual estaba casado. La relación finalizó cuando Dowling fue a Hollywood a cumplir con un contrato cinematográfico. Posteriormente, tuvo una relación con el poeta y novelista italiano Cesare Pavese, que se suicidó en 1950 tras ser rechazado por Dowling. Uno de sus últimos poemas se titulaba Vendrá la muerte y tendrá tus ojos.
En 1955, Dowling se casó con el productor cinematográfico Ivan Tors, con quien tuvo tres hijos: Steven, David, y Peter Tors, así como un hijo adoptivo, Alfred Ndwego de Kenia. Dowling se retiró de la interpretación tras este matrimonio.

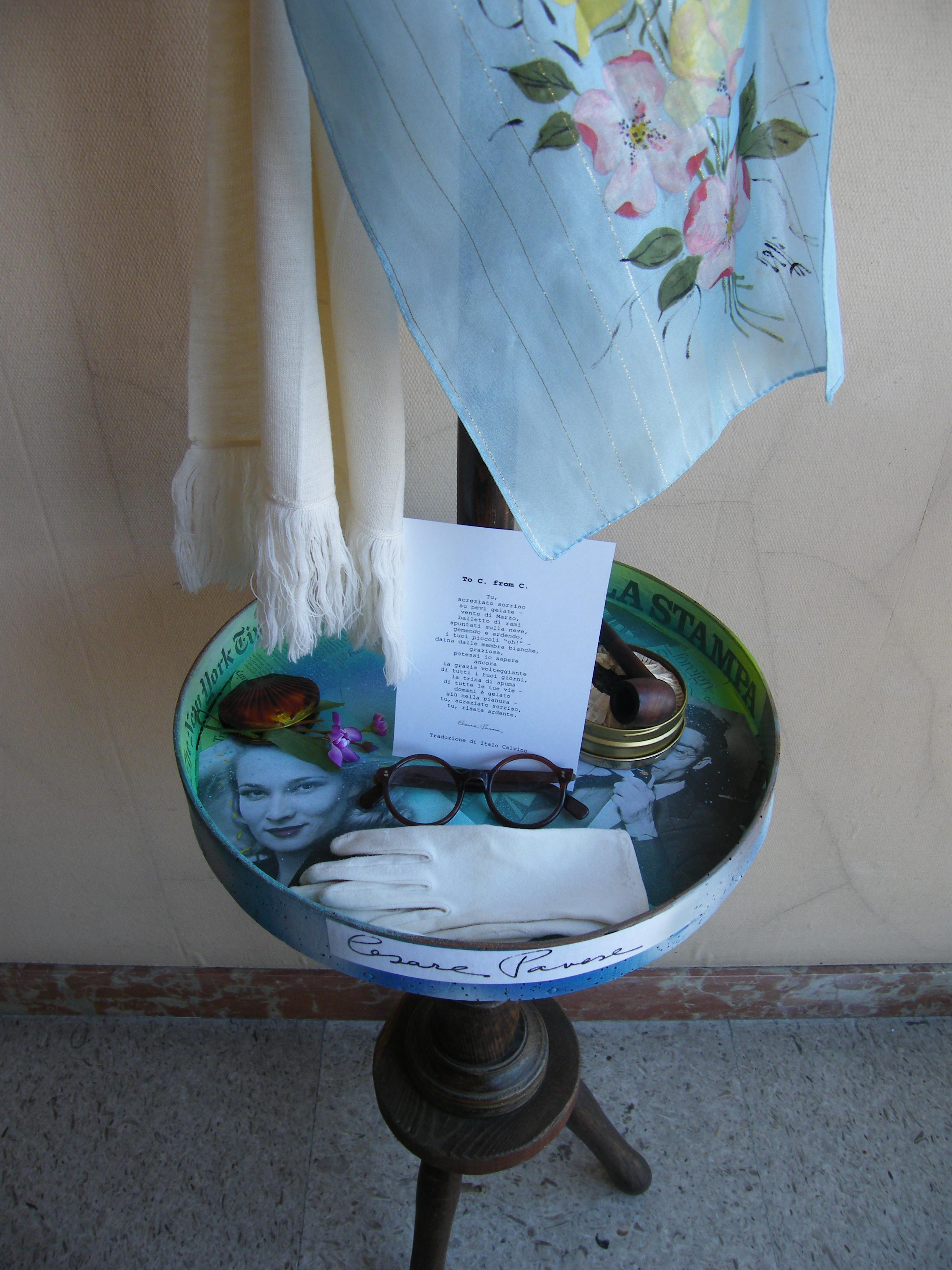
Homenaje a Constance Dowling y Cesare Pavese, instalación presentada en el Premio de Escultura, Instalación Cesare Pavese, Santo Stefano Belbo, Italia, 2016.

Dowling falleció en 1969, a los 49 años de edad, a causa de un paro cardiorrespiratorio.

## Filmografía
| Año       | Título                                   | Papel                          | Notas                              |
| --------- | ---------------------------------------- | ------------------------------ | ---------------------------------- |
| 1944      | Up in Arms (Rumbo a Oriente)             | Teniente enfermera Mary Morgan |                                    |
| 1944      | Knickerbocker Holiday (Pierna de plata)  | Tina Tienhoven                 |                                    |
| 1946      | The Well-Groomed Bride                   | Rita Sloane                    |                                    |
| 1946      | Black Angel                              | Mavis Marlowe                  |                                    |
| 1946      | Boston Blackie and the Law               | Dinah Moran                    | Otro título: Blackie and the Law   |
| 1947      | Addio Mimí!                              | Estudiante                     | Otro título: Her Wonderful Lie     |
| 1947      | Blind Spot                               | Evelyn Green                   |                                    |
| 1947      | The Flame                                | Helen Anderson                 |                                    |
| 1948      | Città dolente                            | Lubitza                        | Otro título: City of Pain          |
| 1949      | Duello Senza Onore                       | Olga                           | Otro título: Duel Without Honor    |
| 1949      | Follie Per l'Opera (Una noche de locura) | Margaret Jones                 | Otro título: Mad About Opera       |
| 1949      | Una Voce nel tuo Cuore                   | Dolly                          | Otro título: A Voice in your Heart |
| 1950      | Miss Italia                              | Lilly                          |                                    |
| 1950      | La Strada finisce sul fiume              | Barbara                        | Otro título: Stormbound            |
| 1951      | Nash Airflyte Theatre                    |                                | TV, 1 episodio                     |
| 1951      | Pulitzer Prize Playhouse                 |                                | TV, 1 episodio                     |
| 1951      | The Adventures of Ellery Queen]          |                                | TV, 1 episodio                     |
| 1951      | Cosmopolitan Theatre                     |                                | TV, 1 episodio                     |
| 1951-1952 | Lights Out                               |                                | TV, 2 episodios                    |
| 1953-1954 | City Detective                           |                                | TV, 2 episodios                    |
| 1954      | Gog                                      | Joanna Merritt                 |                                    |
| 1955      | Fireside Theater                         | Betty                          | TV, 1 episodio                     |